# Bolid

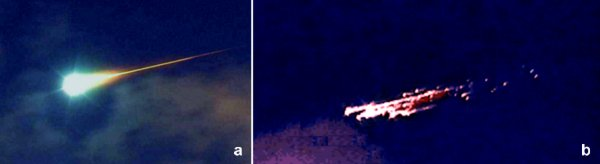
Bolid som bryts i bitar (höger)

Bolid, från grekiskans βολις (bolis, projektil eller kastvapen), avser en mycket ljusstark meteor. Ljusstarka meteorer kan kallas eldklot, men bolider är eldklot med en skenbar magnitud på -14 eller starkare, det vill säga ljusstarkare än fullmånen. Bolider exploderar och splittras ofta uppe i atmosfären och är lättast att se i samband med meteorskurar.
En superbolid är en bolid med skenbar magnitud på -17, vilket är ungefär 50 gånger ljusstarkare än fullmånen.
Boliders banor och nedslagsplatser kan undersökas med hjälp av meteorkameror som vetenskapliga institut har placerade på olika platser på jorden. Även data från vanliga övervakningskameror och berättelser från ögonvittnen ingår i analysen.

## Händelser

### Händelser i Sverige
Den 9 juni 1954 slog en bolid ned vid Hökmark nära Skellefteå. Boliden kallas Hökmarkmeteoriten.
Den 17 januari 2009 föll en förmodad bolid över Syd- och Västsverige i riktning mot Skåne. Det var ett objekt som brann upp i passagen genom atmosfären och orsakade starkt ljus och ljud som polis och larmcentraler fick många samtal om.
Den 23 oktober 2015 föll också en förmodad bolid över Sverige. Denna gång troligen i riktning mot Kalmar län. Fenomenet rapporterades även från Uppsala och Stockholms län, Gävletrakten och Örnsköldsvik. Ett vittne uppgav att den slog ner i naturreservatet i Vickleby på Öland.
Den 28 och den 30 november 2016 föll två förmodade bolider över södra Sverige respektive Mellansverige. Ett vittne uppgav att det var mycket starkt i Sankt Anna skärgård vid Aspöja.
Den 20 mars 2017 rapporterades ett starkt ljussken över Stockholm och Uppsala vilket antogs bero på en bolid.
Den 7 november 2020 passerade en bolid jordens atmosfär kl 22.27, vilket medförde ljud och ljus i Mellansverige. Boliden hade en skenbar magnitud på -17 och en uppskattad massa på 8 000–9 000 kilogram.. Den 22 november 2020 kunde delar av denna bolid lokaliseras i närheten av Ådalen, norr om Fjärdhundra i Enköpings kommun. Det var första gången på 66 år som delar av ett observerat meteoritfall hittades i Sverige. I december hittades en 30 centimeter och 14 kilogram tung järnmeteoritbit av två privatpersoner.
Den 28 november 2020 passerade en bolid jordens atmosfär över norra Europa. Fenomenet ska ha synts ända från Trondheim i norr till delar av Danmark i söder. Beräkningar antyder att boliden gick nära den svenska västkusten och föll ned över havet, väster om Lysekil.